# Avéron-Bergelle
Avéron-Bergelle település Franciaországban, Gers megyében. Lakosainak száma 182 fő (2022. január 1.). Avéron-Bergelle Aignan, Cravencères, Espas, Loubédat, Manciet, Margouët-Meymes és Séailles községekkel határos.

## Népesség
A település népességének változása:
| Lakosok száma | 277  | 193  | 174  | 164  | 149  | 149  | 143  | 165  | 176  | 182  |
|               | 1968 | 1982 | 1990 | 2006 | 2013 | 2015 | 2017 | 2019 | 2020 | 2022 |